# Federmesser

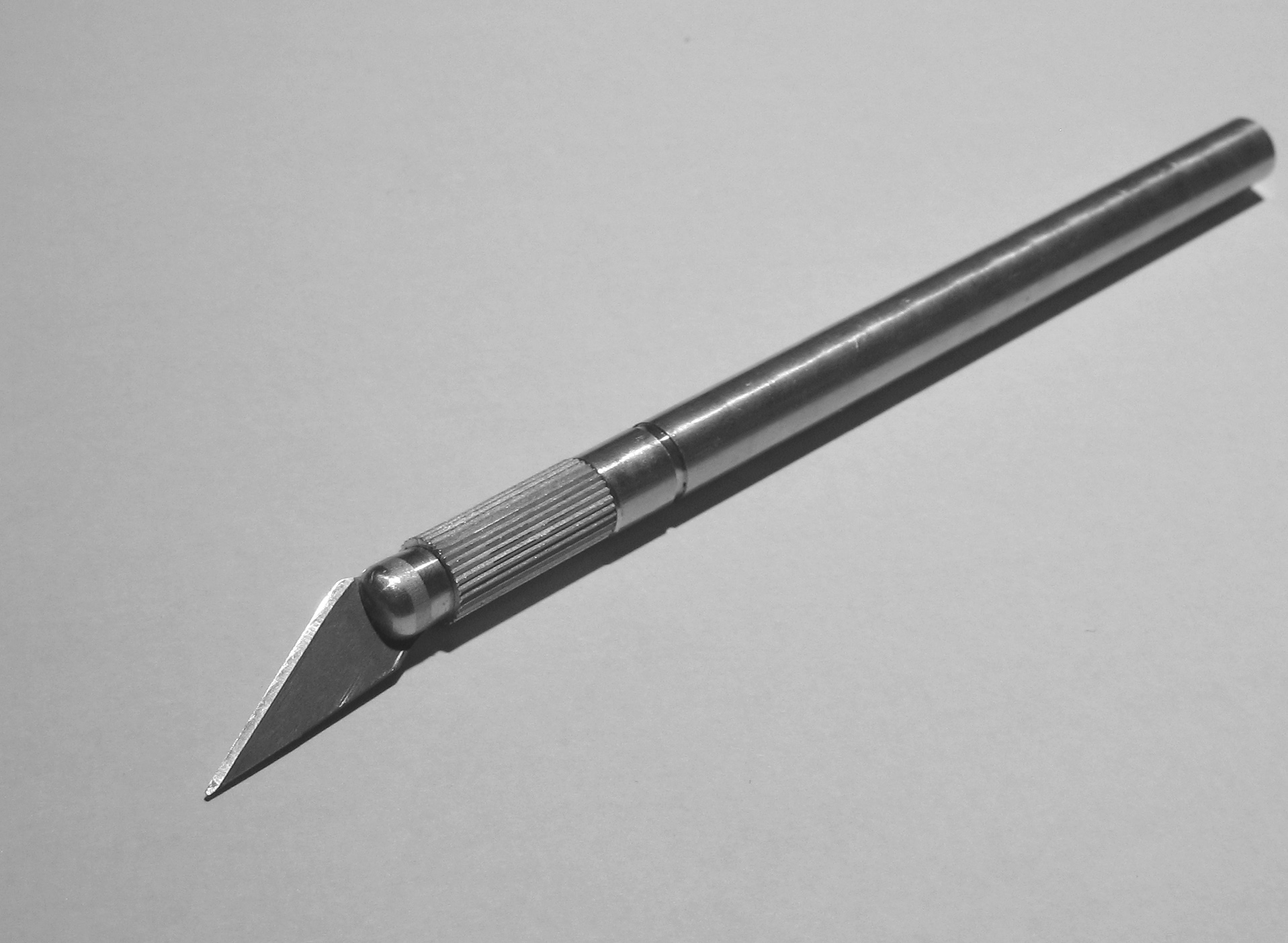
Modernes Federmesser

Das Federmesser hat eine kleine, sehr scharfe und meist in einem Heft befestigte Klinge. Auch die „kleine Klinge“ in einem mehrteiligen Klappmesser wird gerne als Federmesser bezeichnet.
Der Schneidenwinkel der Klinge liegt zwischen 13° und 19°. In der Vergangenheit wurden damit die Kiele großer Vogelfedern zum Schreiben und Zeichnen hergerichtet. Aktuell werden derartige Messer von einigen Anwendern noch zum Anspitzen von Bleistiften, Farbstiften, Zeichenkreiden etc. verwendet. Auch werden solche Messer beispielsweise zum Modellieren und Schneiden unterschiedlichster Werkstoffe, in der Radierkunst sowie in der Kalligraphie zum Spitzen von Schreibfedern benutzt.
Ein traditionelles Federmesser, welches in Japan bis heute Verwendung findet, ist das Kiridashi-Kogatana, eine steife Klinge von 15–20 mm Breite, die einseitig oder zweiseitig schräg zur Längsachse der Klinge angeschliffen ist.

## Federmesser in der Steinzeit

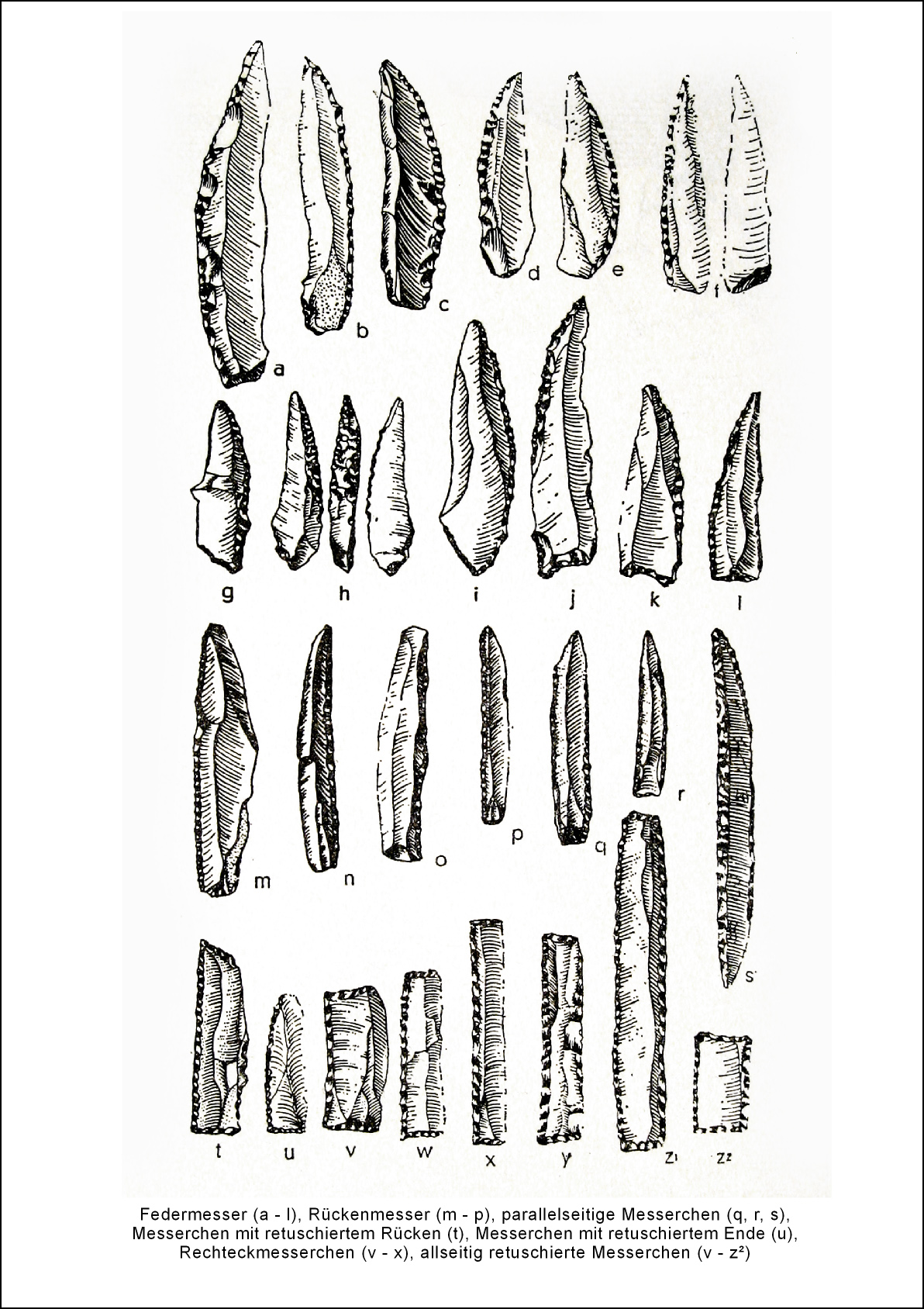
Steinzeitliche Federmesser (oberste zwei Reihen)

Am Ende des Jungpaläolithikums war das Federmesser (auch Rückenmesser, Rückenspitze oder Azilienspitze) ein häufiger, aus Feuerstein gefertigter Werkzeugtyp. Es ist die archäologische Leitform des Azilien bzw. der Federmesser-Gruppen. Das Prinzip des Rückenmessers – der gestumpfte Rücken für eine Klebeschäftung – tritt erstmals im Gravettien (regional Pavlovien) auf, wo diese meist als Gravette-Klinge oder bei spitz zulaufendem Ende als Gravette-Spitze bezeichnet werden.
Federmesser bestehen aus einer Klinge, deren eine Längsseite durch eine Kantenretusche konvex gebogen und zugleich stabilisiert wurde. Mit den geraden Längskanten wurden zwei Federmesser gegenüberliegend in einen hölzernen Pfeilschaft eingeklebt. Im Pfeilschaft wurden dafür gegenständig zwei Kerben angelegt und die Federmesser mit Birkenpech eingeklebt. Obwohl kein vollständiger Pfeil aus dem Azilien erhalten ist (wohl aber Reste des Schäftungspechs auf den Federmessern), kann mit hoher Wahrscheinlichkeit davon ausgegangen werden, dass diese paarweise als Pfeilspitzen verwendet wurden.